# Karlheinz Geißler
Karlheinz A. Geißler (* 20. Oktober 1944 in Deuerling; † 9. November 2022 in München) war ein deutscher Wirtschaftswissenschaftler. Er war Professor für Wirtschaftspädagogik an der Universität der Bundeswehr in München und Zeitforscher.

## Leben und Werk
Geißler absolvierte in München ein Studium der Philosophie, der Ökonomie und der Pädagogik und promovierte zum Dr. rer. pol. (Doktor der Wirtschaftswissenschaften). Nachdem er kurze Zeit als Lehrer an berufsbildenden Schulen tätig gewesen war, folgten Forschungs- und Lehrtätigkeiten an den Universitäten in Karlsruhe, Augsburg und München. In München war er von 1975 bis zu seiner Emeritierung 2006 an der Universität der Bundeswehr tätig. Geißler erhielt Gastprofessuren an Universitäten im In- und Ausland.
Geißler war Mitgründer und Leiter des Projekts Ökologie der Zeit der Evangelischen Akademie Tutzing und Mitgründer der Deutschen Gesellschaft für Zeitpolitik. Er leitete das Institut für Zeitberatung timesandmore. Er war als Autor, Vortragender und Zeitberater tätig. Er hatte keinen Führerschein und lebte etwa 36 Jahre lang ohne Uhr.
Geißler war verheiratet, der Ehe entstammen zwei Kinder. Er lebte im Münchner Stadtteil Perlach.

## Veröffentlichungen (Auswahl)
- Es muss in diesem Leben mehr als Eile geben. Herder-Verlag, Freiburg 2001.
- Vom Tempo der Welt – und wie man es überlebt. Herder-Verlag, Freiburg 2004.
- Anfangssituationen. Was man tun und besser lassen sollte. Verlagsgruppe Beltz, Weinheim u. Basel 2005.
- Schlußsituationen. Die Suche nach dem guten Ende. Verlagsgruppe Beltz, Weinheim u. Basel 2005.
- Alles. Gleichzeitig. Und zwar sofort. Unsere Suche nach dem pausenlosen Glück. Herder-Verlag, Freiburg 2005.
- Wart’ mal schnell. Wie wir der Zeit ein Schnippchen schlagen. Herder-Verlag, Freiburg 2005.
- Alles Espresso. Kleine Helden der Alltagsbeschleunigung. Hirzel-Verlag, Stuttgart 2006.
- Zeit – verweile doch … Lebensformen gegen die Hast. Herder-Verlag, Freiburg 2008.
- Lob der Pause. Warum unproduktive Zeiten ein Gewinn sind. oekom verlag, München 2010, ISBN 978-3-86581-200-1.
- Alles hat seine Zeit, nur ich hab keine. oekom verlag, München 2011, ISBN 978-3-86581-250-6.
- Enthetzt Euch! Weniger Tempo – mehr Zeit. S. Hirzel, 2012, ISBN 978-3-7776-2283-5.[5]
- Alles hat seine Zeit, nur ich hab keine. oekom verlag, München 2014, ISBN 978-3-86581-465-4.
- Time is honey: Vom klugen Umgang mit der Zeit. (zusammen mit Jonas Geißler) oekom verlag, München 2015, ISBN 978-3-86581-706-8.
- Die Uhr kann gehen: das Ende der Gehorsamkeitskultur, S. Hirzel-Verlag, Stuttgart 2019, ISBN 978-3-7776-2788-5.
- mit Harald Lesch und Jonas Geißler: Alles eine Frage der Zeit. Warum die »Zeit ist Geld«-Logik Mensch und Natur teuer zu stehen kommt. Oekom Verlag, 2021, ISBN 978-3-96238-248-3.

## Interviews
- Christian Schlesiger: „Karriere machen die Flexiblen“. Interview mit Karlheinz Geißler. In: WirtschaftsWoche, 22. März 2008. (Online auf wiwo.de, abgerufen am 18. April 2022.)
- Anne Goebel: Zeitumstellung. „Ein Antreiber, der keine Pausen zulässt“. Zeitforscher Karlheinz Geißler über das Diktat der Uhren, die Umstellung auf die Winterzeit und die Wichtigkeit von Erholungspausen. in: Süddeutsche Zeitung, 30./31. Oktober 2010, S. R. 11. (Online auf sueddeutsche.de, 14. März 2011 (sic!), abgerufen am 18. April 2022.)
- Lars von der Gönna: Der Zeitforscher lebt ohne Uhr. In: Westdeutsche Allgemeine Zeitung. Funke Mediengruppe, 26. März 2011.
- Karlheinz Geissler - „Vom Tempo der Welt“, Interview auf SRF „Sternstunde Philosophie“, 1999. Abgerufen am 12. Dezember 2022.